# Gonzales (Louisiana)
Gonzales is een plaats (city) in de Amerikaanse staat Louisiana, en valt bestuurlijk gezien onder Ascension Parish.

## Demografie
Bij de volkstelling in 2000 werd het aantal inwoners vastgesteld op 8156.
In 2006 is het aantal inwoners door het United States Census Bureau geschat op 9019, een stijging van 863 (10.6%).

## Geografie
Volgens het United States Census Bureau beslaat de plaats een oppervlakte van
21,9 km², waarvan 21,7 km² land en 0,2 km² water. Gonzales ligt op ongeveer 4 m boven zeeniveau.

## Plaatsen in de nabije omgeving
De onderstaande figuur toont nabijgelegen plaatsen in een straal van 20 km rond Gonzales.